# Mari de las colinas
El mari de las colinas o mari occidental (Мары йӹлмӹ) es un dialecto estandarizado del mari. El mari de las colinas es hablado en los distritos de Gornomariysky, Yurinsky y Kilemarsky, en la República de Mari-El de la Federación Rusa. Se escribe usando la escritura cirílica del mari de las colinas y es cooficial con el ruso y el mari de las praderas en la república de Mari-El.

## Alfabeto
| А а | Ӓ ӓ | Б б | В в | Г г | Д д | Е е | Ё ё |
| Ж ж | З з | И и | Й й | К к | Л л | М м | Н н |
| О о | Ӧ ӧ | П п | Р р | С с | Т т | У у | Ӱ ӱ |
| Ф ф | Х х | Ц ц | Ч ч | Ш ш | Щ щ | Ъ ъ | Ы ы |
| Ӹ ӹ | Ь ь | Э э | Ю ю | Я я |     |     |     |